# Waves (Lied)
Waves (englisch für ‚Wellen‘) ist ein Lied des niederländischen Rappers Mr. Probz. Das Stück ist die erste Singleauskopplung aus seinem Debütalbum The Treatment und erlangte durch einen Remix des deutschen DJs Robin Schulz größere Bekanntheit.

## Entstehung und Artwork
Geschrieben und produziert wurde das Lied von Dennis Princewell Stehr (Mr. Probz). Das Lied wurde zunächst unter dem Musiklabel Left Lane, später unter den Musiklabels Epic Records und Ultra Records veröffentlicht und unter Sony Music Entertainment vertrieben. Auf dem Cover des Originals ist – neben Künstlernamen und Liedtitel – eine gestrandete Flaschenpost mit der Aufschrift „Waves“ zu sehen. Das Cover der Maxi-Single zum Robin Schulz Remix ist identisch, nur die Hintergrundfarbe weicht vom Original ab.

## Veröffentlichung und Promotion
Die Erstveröffentlichung von Waves erfolgte am 22. November 2013, als einzelne Download-Single, in den Niederlanden. Die Erstveröffentlichung von Waves (Robin Schulz Remix) fand am 17. Januar 2014 als einzelne Download-Single statt. Durch den großen Anklang folgte am 14. Februar 2014 die Veröffentlichung der physischen Maxi-Single in Deutschland, Österreich und der Schweiz. Kurze Zeit später folgte eine europaweite sowie eine weltweite Veröffentlichung. Bei der Maxi-Single handelt es sich um eine 2-Track-Single, die neben dem Robin Schulz Remix auch die Originalversion von Waves, als B-Seite, beinhaltet. Neben der regulären Maxi-Single existiert auch eine erweiterte Maxi-Single, die einen zusätzlichen Remix von Robin Schulz beinhaltet. In Deutschland, Österreich und der Schweiz wurden zusätzlich verschiedene Vinylplatten von Waves veröffentlicht, die sich alle durch die Auswahl und der Anzahl von B-Seiten unterscheiden.
Um das Lied zu bewerben, folgten Liveauftritte im ARD-Morgenmagazin und dem ZDF-Fernsehgarten von Mr. Probz. Bei der Echoverleihung 2015 traten Mr. Probz und Robin Schulz erstmals während eines Medleys von Schulz live zusammen im deutschen Fernsehen auf.
In einem Interview mit der Daily Star sagte Mr. Probz folgendes zur Veröffentlichung von Waves: „Waves war als Promo-Song geplant, er schaffte es noch nicht einmal auf das Album, an dem ich arbeitete. Die Originalversion war rein akustisch, und die kam wirklich gut an. Und dann kamen plötzlich all diese Bootlegs und Remix-Versionen, die ebenfalls gut liefen. Ich wählte dann den Remix von Robin Schulz, und es war dann nur logisch, dass ich es veröffentliche.“

## Inhalt
Der Liedtext zu Waves ist in englischer Sprache verfasst; ins Deutsche übersetzt bedeutet der Titel „Wellen“. Die Musik und der Text wurden von Mr. Probz selbst verfasst. Musikalisch bewegt sich das Original im Bereich der Akustik- und R&B-Musik; die Robin Schulz Remixversion im Bereich des Elektro-Pop.
Während eines Interviews im ARD-Morgenmagazin sagte Mr. Probz folgendes zum Inhalt des Liedes: „Bei dem Lied geht es um die Distanz zwischen zwei Menschen. Wenn man sich in einer Situation befindet, in der man lieber alleine ist, als mit der geliebten Person, ist das nicht gesund. Das ist nicht schön. Es geht also darum, dass die Entfernung zwischen zwei Menschen größer wird.“
| „I’m Slowly Drifting Away, (Drifting Away) Wave After Wave, Wave After Wave. I’m Slowly Drifting, (Drifting Away) and It Feels Like I’m Drowning, Pulling Against the Stream, Pulling Against the Stream.“ – Refrain, Originalauszug | „Ich treibe langsam davon, (treibe davon) Welle um Welle, Welle um Welle. Ich treibe langsam, (treibe davon) und es fühlt sich an als würde ich ertrinken, schwimme gegen den Strom, schwimme gegen den Strom.“ – Refrain, Übersetzung |

## Musikvideo
Das Musikvideo zu Waves (Robin Schulz Remix) wurde in Tulum (Mexiko) gedreht und feierte am 4. Februar 2014, auf dem YouTube-Profil von Ultra Records, seine Premiere. Das Video beginnt mit einem gestrandeten Mann. Dieser versucht zunächst auf der Insel zu überleben. Später denkt er zurück an das, was zwischen ihm und seiner Freundin passierte. Teilweise halluziniert er und sieht sie bei sich. Im Gedankenverlauf sind er und seine Freundin (gespielt von dem Model Maryna Linchuk) zunächst in glücklichen Situationen zu sehen. Später sind die beiden in einer Strandbar. Hierbei flirtet sie mit einem anderen Mann, als sie von ihrem Freund zur Rede gestellt wird, entsteht ein Streit und schließlich trennt sie sich von ihm. Das Video endet mit ihm, der sich in einem Schwimmbecken betrinkt, sich untergehen lässt und wieder auf dem Meer treiben aufwacht. Die Gesamtlänge des Videos beträgt 3:50 Minuten. Bis heute zählt das Musikvideo über 613 Millionen Aufrufe bei YouTube (Stand: Mai 2024).

## Mitwirkende
| Liedproduktion - Mr. Probz: Gesang, Komponist, Liedtexter, Musikproduzent - Robin Schulz: DJ, Remixer Artwork - Maryna Linchuk: Schauspieler (Musikvideo) | Unternehmen - Epic Records: Musiklabel - Lest Lane: Musiklabel - Sony Music Entertainment: Vertrieb - Ultra Records: Musiklabel |

## Rezensionen
Der Musikexpress beschrieb Waves als „Altölig. Es sei Musik, die so lange entkernt wurde, bis da nur noch eine komisch herumschwebende Hülle war. Es klingt so, wie Wandtattoos aussehen. Es erinnert an verzehrfertig abgepackte Karottenraspel.“

## Kommerzieller Erfolg

### Chartplatzierungen
Waves (Robin Schulz Remix) erreichte in Deutschland Position eins der Singlecharts und konnte sich insgesamt vier Wochen an der Spitze, 14 Wochen in den Top 10 und 59 Wochen in den Charts halten. In den deutschen Airplaycharts erreichte die Single ebenfalls für vier Wochen die Spitzenposition. In Österreich erreichte die Single Position eins und konnte sich insgesamt vier Wochen an der Spitze, zehn Wochen in den Top 10 und 33 Wochen in den Charts halten. In der Schweiz erreichte die Single Position eins und konnte sich insgesamt drei Wochen auf Position eins, 17 Wochen in den Top 10 und 53 Wochen in den Charts halten. Im Vereinigten Königreich erreichte die Single ebenfalls die Spitze und konnte sich insgesamt zwei Wochen auf Position eins, elf Wochen in den Top 10 und 70 Wochen in den Charts halten. In den Vereinigten Staaten erreichte die Single in 25 Chartwochen Position 14 der Charts. In den Niederlanden erreichte die Originalversion von Waves Position sechs der Charts und konnte sich insgesamt 28 Wochen in den Charts halten. Waves (Robin Schulz Remix) platzierte sich in den Single-Jahrescharts von 2014 in Deutschland auf Position drei, in Österreich auf Position sieben, in der Schweiz auf Position fünf und im Vereinigten Königreich auf Position vier. In den Jahrescharts der deutschen Airplaycharts belegte die Single im selben Jahr ebenfalls die Spitzenposition. 2015 platzierte sich die Single auf Position 95 der US-amerikanischen Single-Jahrescharts.
Des Weiteren erreichte Waves Position eins in Belgien und Waves (Robin Schulz Remix) Position eins in Griechenland, Norwegen, Polen, Schweden, Slowakei, Tschechien und Ungarn.
Für Mr. Probz ist dies der erste Charterfolg außerhalb seiner Heimat, der Niederlande. In den Niederlanden ist es nach Sukkel voor de liefde sein zweiter Charterfolg und sein erster Top-10-Hit. Für Robin Schulz ist es weltweit sein erster Charterfolg.

#### Waves
| ChartsChartplatzierungen  | Höchstplatzierung | Wochen |
| ------------------------- | ----------------- | ------ |
| Niederlande (Media Markt) | 6 (28 Wo.)        | 28     |

#### Waves (Robin Schulz Remix)
| ChartsChartplatzierungen       | Höchstplatzierung | Wochen |
| ------------------------------ | ----------------- | ------ |
| Deutschland (GfK)              | 1 (59 Wo.)        | 59     |
| Österreich (Ö3)                | 1 (33 Wo.)        | 33     |
| Schweiz (IFPI)                 | 1 (53 Wo.)        | 53     |
| Vereinigte Staaten (Billboard) | 14 (25 Wo.)       | 25     |
| Vereinigtes Königreich (OCC)   | 1 (70 Wo.)        | 70     |

| ChartsJahrescharts (2014)    | Platzierung |
| ---------------------------- | ----------- |
| Deutschland (GfK)            | 3           |
| Österreich (Ö3)              | 7           |
| Schweiz (IFPI)               | 5           |
| Vereinigtes Königreich (OCC) | 4           |

| ChartsJahrescharts (2015)      | Platzierung |
| ------------------------------ | ----------- |
| Vereinigte Staaten (Billboard) | 95          |

| ChartsJahrescharts (2010–2019) | Platzierung |
| ------------------------------ | ----------- |
| Vereinigtes Königreich (OCC)   | 41          |

### Auszeichnungen für Musikverkäufe
Waves und Waves (Robin Schulz Remix) wurden weltweit insgesamt vier Mal mit Gold und 45 Mal mit Platin ausgezeichnet. Damit erhielt die Single für 7,9 Millionen verkaufter Einheiten Schallplattenauszeichnungen. Am 16. Oktober 2018 bekam Schulz für zwölf Millionen verkaufte Einheiten einen „Multi Platinum Award“ erreicht. Für beide Interpreten stellt es bis heute den größten kommerziellen Erfolg ihrer Karrieren dar. In Deutschland erhielt die Single im September 2023 eine vierfach Platin-Schallplatte für über 1,2 Millionen verkaufte Einheiten, damit gehört das Stück zu einem der meistverkauften Singles in Deutschland. Nachdem bereits Prayer in C (Robin Schulz Remix) und Sugar zuvor die Milliongrenze knackten, ist es für Schulz bereits der dritte Millionenseller in Deutschland, womit er mit Heintje und Ed Sheeran gleich zog. Nur der österreichische Schlagersänger Freddy Quinn konnte mehr Millionenseller in Deutschland landen, von ihm erreichten sechs Titel diesen Status.
| Land/Region                  | Auszeichnungen für Musikverkäufe (Land/Region, Auszeichnung, Verkäufe) | Verkäufe  |
| ---------------------------- | ---------------------------------------------------------------------- | --------- |
| Dänemark (IFPI)              | Gold                                                                   | 15.000    |
| Deutschland (BVMI)           | 4× Platin                                                              | 1.200.000 |
| Griechenland (IFPI)          | Platin                                                                 | 20.000    |
| Italien (FIMI)               | 4× Platin                                                              | 200.000   |
| Kanada (MC)                  | 4× Platin                                                              | 320.000   |
| Österreich (IFPI)            | Gold                                                                   | 15.000    |
| Portugal (AFP)               | Gold                                                                   | 5.000     |
| Schweden (IFPI)              | 5× Platin                                                              | 200.000   |
| Schweiz (IFPI)               | Platin                                                                 | 30.000    |
| Spanien (Promusicae)         | 2× Platin                                                              | 120.000   |
| Vereinigte Staaten (RIAA)    | 2× Platin                                                              | 2.000.000 |
| Vereinigtes Königreich (BPI) | 5× Platin                                                              | 3.000.000 |
| Insgesamt                    | 3× Gold · 28× Platin ·                                                 | 7.125.000 |

| Land/Region        | Auszeichnungen für Musikverkäufe (Land/Region, Auszeichnung, Verkäufe) | Verkäufe |
| ------------------ | ---------------------------------------------------------------------- | -------- |
| Australien (ARIA)  | 4× Platin                                                              | 280.000  |
| Belgien (BRMA)     | Platin                                                                 | 30.000   |
| Frankreich (SNEP)  | Gold                                                                   | 75.000   |
| Mexiko (AMPROFON)  | 2× Platin                                                              | 120.000  |
| Neuseeland (RMNZ)  | 4× Platin                                                              | 120.000  |
| Niederlande (NVPI) | 6× Platin                                                              | 240.000  |
| Insgesamt          | 1× Gold · 17× Platin ·                                                 | 865.000  |

## Coverversionen
- 2014: Manuellsen[40]